# Hymenaphorura
Hymenaphorura är ett släkte av urinsekter. Hymenaphorura ingår i familjen blekhoppstjärtar.
Släktet innehåller bara arten Hymenaphorura polonica.